# Phorinia atypica
Phorinia atypica är en tvåvingeart som beskrevs av Charles Howard Curran 1927. Phorinia atypica ingår i släktet Phorinia och familjen parasitflugor. Inga underarter finns listade i Catalogue of Life.